# Knoxosaurus
Knoxosaurus — це вимерлий рід нессавцевих синапсидів і містить вид Knoxosaurus niteckii, який існував приблизно 279.5–268 мільйонів років тому. Його назвав американський палеонтолог Еверетт С. Олсон у 1962 році на основі фрагментарних скам'янілостей із відкладень середньопермського періоду у формації Сан-Анджело в Техасі в США. Олсон відніс Knoxosaurus до нового інфраряду під назвою Eotheriodontia, який він вважав перехідною групою між більш схожими на рептилій «пелікозаврами» та більш схожими на ссавців терапсидами. Пізніше Knoxosaurus та інші еотеріодонти Олсона вважалися недіагностичними залишками базальних синапсидів, які не більше пов’язані з терапсидами, ніж інші синапсиди з групи пелікозаврів.